# 天津地铁TJ-1000型电动车组
天津地铁TJ-1000型电动车组:472（又称TJM-1000、TJH-1000）是天津地铁的电动车组车款之一，由东急车辆工厂生产、长春客车厂组装，1987年12月28日完成总装，现已退出运营。

## 历史
1986年底，天津地铁已运营了6年，全线已配有16辆电动客车，但由于质量较差，故障率高，且检修水平与检修手段有限，导致行车间隔较长，且正点率无法保障，天津市地铁管理处希望通过增加数量不多但质量较高的车辆以在存放场地有限的情况下促进地铁安全正点运行，故于1986年11月8日与东急车辆工厂与签订了6辆天津地铁列车的合同，从日本东急车辆工厂引进了六辆TJ-1000型地铁电动客车总成配件，由长春客车厂派往日本经过培训的技术人员和技术工人在日本专家的具体指导下进行组装, 由东急车辆工厂的检验人员严格质量把关，车辆锐牌均为东急车辆工厂标记，组装后的整车质量由东急车辆工厂负责，向天津地铁交验车辆。东急车辆工厂提供了车体、转向架、设备及内饰件。天津地铁进口六辆地铁电动客车总成配件及备品备件共花费249万美元。当时，由于资金紧张而采用“租赁方式”结转外汇。这种方式除第一年由中方交付车辆总货款的10%做为预付金外，其余90%的货款在车辆全部总成配件交付中方后，先委托日本租赁公司垫付给日本东急车辆工厂，在合同生效后的第一年、第二年、第三年分三次由中方分别偿还总货款的30%给日本租赁公司，最后一次付款时，再多交一美元，做为六辆地铁电动客车总成配件的转租赁费，并由最后一次付款之日起其全部车辆所有权由日本租赁公司转交我方所有，虽然“租赁方式”多付了一点利息，但是延缓了货款外汇偿还期，使得由于外汇紧张一次付款办不成的事而通过“租凭方式”分期付款办成了。1987年3月9日，东急车辆工厂接收了长春客车厂20名技术培训生。
1987年，第一组TJ-1000型电动车组由长春客车厂与日本东急公司合作设计生产:56并于同年12月上线运行，1988年生产了第二组:163，使得天津地铁在1988年能保持全线高峰5组、平峰4组列车运行，其中2组为3编组车，运行间隔缩小至9到12分钟:474。
伴随既有线改造，所有TJ-1000型电动车组于2001年10月9日退出运营。

## 编组
|          | TJ-1000 |       |       |
| 車廂編號 | 1       | 2     | 3     |
| 集電靴   | 有      | 有    |       |
| 形式區分 | (Mc)    | (M)   | (Tc)  |
| 动力单元 | 单元1   | 单元1 | 单元1 |
| 其他設備 |         |       |       |
| 安裝機器 |         |       |       |
| 車輛重量 | 37.0t   | 37.0t | 28.0t |
| 載客量   | 150人   | 169人 | 150人 |